# Bilaterální dohody o odškodnění obětí nacistického režimu
Bilaterální dohody o odškodnění obětí nacistického režimu (německy: Globalabkommen) jsou dohody, které západoněmecká vláda uzavřela v letech 1959 až 1964 s dvanácti západoevropskými zeměmi, Belgií, Dánskem, Francií, Itálií, Lucemburskem, Nizozemskem, Norskem, Rakouskem, Řeckem, Spojeným královstvím, Švédskem a Švýcarskem, za účelem odškodnění obětí nacistického stíhání. V bilaterálních dohodách se Německo zavázalo zaplatit 876 milionů německých marek (DM), což Německo považovalo za dobrovolné odškodnění, bez jakékoli právní povinnosti.
S žádnou ze zemí východní Evropy, které trpěly nacistickou okupací kvůli politické situaci během studené války, nebyly uzavřeny žádné dohody. Východní Německo se žádné z těchto bilaterálních dohod nezúčastnilo, protože se nepovažovalo za nástupnický stát Německé říše, ale v 80. letech 20. století uzavřelo dohody o vyrovnání s Finskem, Rakouskem a Švédskem.

## Dohody
Německo uzavřelo dohody s těmito zeměmi:
| Stát               | Rok  | Kompenzace     |
| ------------------ | ---- | -------------- |
| Belgie             | 1960 | 80 milionů DM  |
| Dánsko             | 1959 | 16 milionů DM  |
| Francie            | 1960 | 400 milionů DM |
| Itálie             | 1961 | 40 milionů DM  |
| Lucembursko        | 1959 | 18 milionů DM  |
| Nizozemsko         | 1960 | 125 milionů DM |
| Norsko             | 1959 | 60 milionů DM  |
| Rakousko           | 1961 | 95 milionů DM  |
| Řecko              | 1960 | 116 milionů DM |
| Spojené království | 1964 | 11 milionů DM  |
| Švédsko            | 1964 | 1 milionů DM   |
| Švýcarsko          | 1961 | 10 milionů DM  |

## Důsledky
Kvůli těmto dohodám Německo popřelo jakoukoli finanční odpovědnost za následné nároky na odškodnění obětí válečných zločinů a jejich rodinných příslušníků v následných soudních řízeních. Ze svého pohledu také vyloučilo zákonnou povinnost Německa vydávat válečné zločince do zemí jako Itálie. Po opakovaných případech, kdy bylo Německu italskými soudy nařízeno zaplatit odškodnění, se Německo obrátilo na Mezinárodní soudní dvůr s žádostí o imunitu (Jurisdikční imunity státu). V roce 2012 rozhodl MSD ve prospěch Německa.
V roce 1990 znovusjednocené Německo uzavřelo podobnou dohodu se Spojenými státy americkými.